# Castel Mella
Castel Mella – miejscowość i gmina we Włoszech, w regionie Lombardia, w prowincji Brescia.
Według danych na rok 2004 gminę zamieszkuje 8147 osób, 1163,9 os./km².